# Oncocnemis viriditincta
Oncocnemis viriditincta là một loài bướm đêm trong họ Noctuidae.